# Het Nederlandse Beheersinstituut

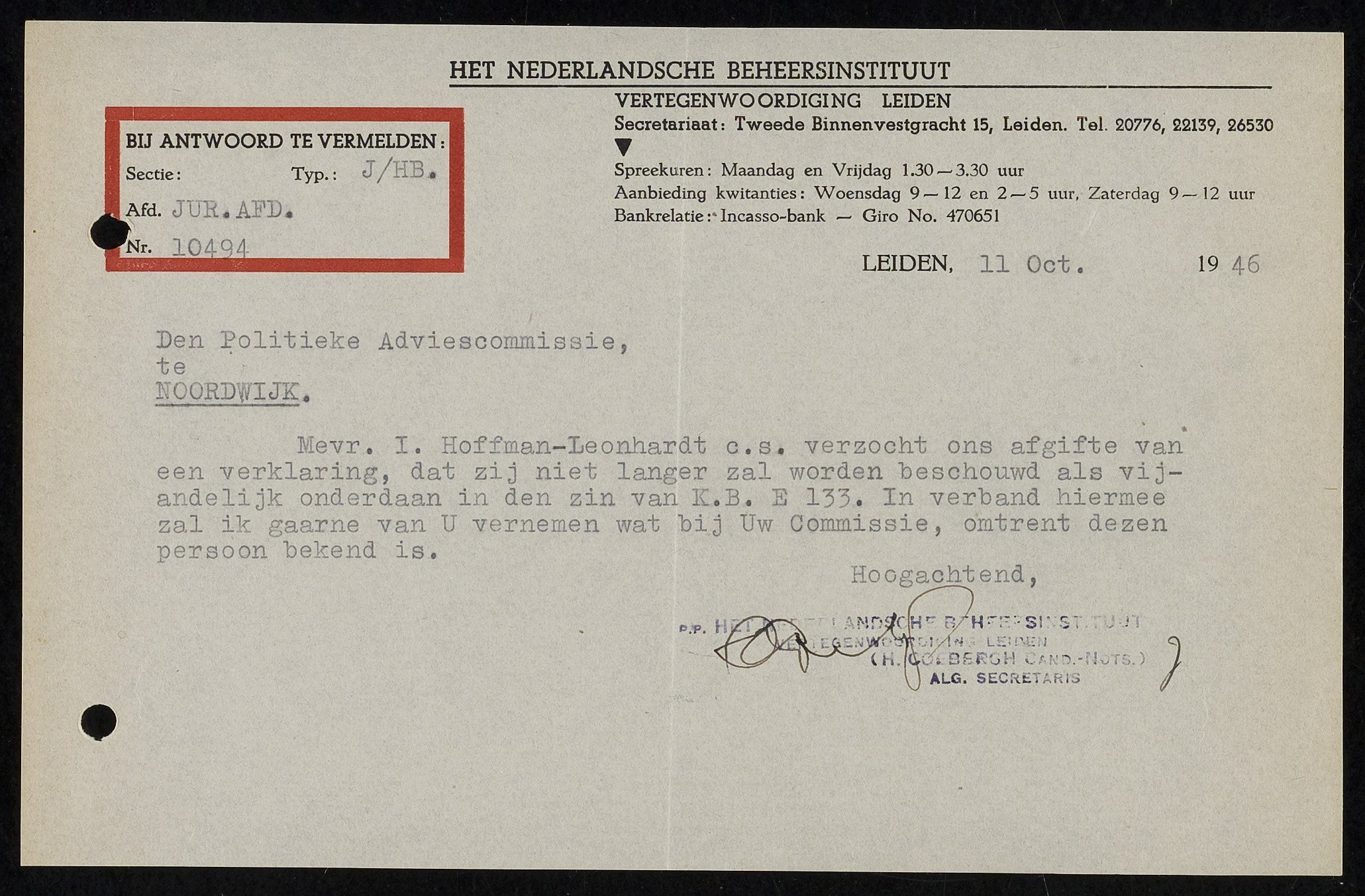
Verzoek van het Nederlandse Beheersinstituut Leiden aan de PAC (Politieke Adviescommissie) Noordwijk informatie te verstrekken over een ingezetene die niet langer als vijandelijk onderdaan wilde worden beschouwd.

Het Nederlandse Beheersinstituut (NBI) was een instelling die in augustus 1945 na de Tweede Wereldoorlog werd opgericht als onderdeel van de Raad voor het Rechtsherstel onder de Afdeling Beheer. Het instituut was in de periode 1945-1967 belast met het opsporen, beheren en eventueel liquideren van landverraderlijke vermogens, vijandelijke vermogens en de vermogens van tijdens de oorlog verdwenen personen, veelal gedeporteerde of ondergedoken Joden. Tevens was het instituut belast met ontvijandingsverklaringen van in Nederland woonachtige Duitsers.
Het hoofdkantoor was gevestigd in Den Haag met regionale bureaus in Amsterdam en Rotterdam en 64 over het land verspreide Vertegenwoordigers. Ook in Brussel, Parijs, Londen, New York, Willemstad en Paramaribo bevonden zich kantoren.